# Fred Englehardt

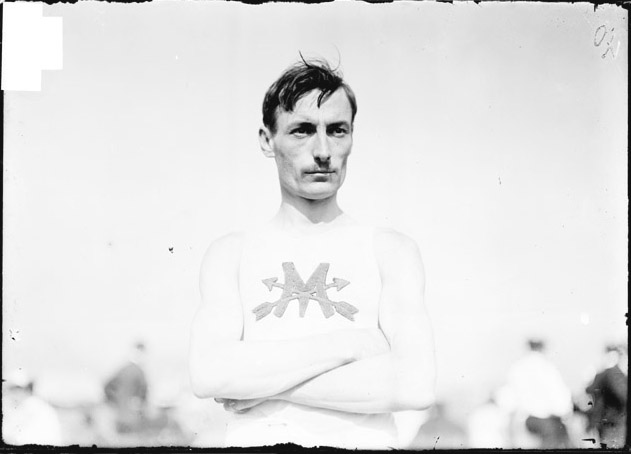
Fred Englehardt

Fred Englehardt (Frederick William Englehardt, auch Engelhardt geschrieben; * 14. Mai 1879 im Bundesstaat New York; † 25. Juli 1942 in der Bronx, New York City) war ein US-amerikanischer Weit- und Dreispringer.
Bei den Olympischen Spielen 1904 in St. Louis gewann er im Dreisprung mit 13,90 m die Silbermedaille hinter seinem Landsmann Meyer Prinstein (14,35 m). Im Weitsprung wurde er mit 6,63 m Vierter.
Fred Englehardt startete für den Mohawk Athletic Club.

## Persönliche Bestleistungen
- Weitsprung: 6,99 m, 21. August 1903, New York City
- Dreisprung: 14,18 m, 7. September 1903, New York City